# Boeing P-26 Peashooter
Boeing P-26 Peashooter – amerykański samolot myśliwski zaprojektowany i zbudowany w 1932 roku w wytwórni Boeing Airplane Corporation.

## Historia
Pod koniec lat dwudziestych XX wieku w amerykańskiej wytwórni Boeing przystąpiono do opracowania projektu samolotu myśliwskiego w układzie jednopłata, które miał zastąpić stosowane wówczas powszechnie dwupłatowe samoloty myśliwskie. Takim samolotem było zainteresowane amerykańskie dowództwo lotnictwa armii USAAC.
We wrześniu 1931 roku wytwórnia Boeing przedstawiła projekt samolotu myśliwskiego w układzie dolnopłata, o konstrukcji całkowicie metalowej, który otrzymał oznaczanie fabryczne Model 248.   5 grudnia 1931 roku dowództwo USAAC zamówiło trzy prototypy zbudowane według tego projektu i oznaczone jako XP-936. Do ich napędu zastosowano silnik gwiazdowy 9-cylindrowy Pratt & Whitney R-1340-21 o mocy 550 KM (405 kW). Uzbrojenie miało składać się z 2 karabinów maszynowych Colt-Browning kal. 7,62 mm, zsynchronizowanych, strzelających przez obracające się śmigło. Karabiny umieszczono po bokach przedniej części kadłuba.
Pierwszy z tych prototypów oblatano 20 marca 1932 roku, Podczas prób w locie wykazał on dobre właściwości pilotażowe i bardzo dobrą zwrotność. W dniu 25 kwietnia 1932 roku trzy prototypy XP-936 przekazano do przebadania pilotom wojskowym. W testach próbnych oznaczono je symbolem wojskowym Y1P-26. Na jednym z nich osiągnięto prędkość 360 km/h, była ona aż o 43 km/h wyższa od prędkości stosowanego dotychczas dwupłatowego samolotu myśliwskiego Boeing P-12F. Ponadto samolot Y1P-26 był lżejszy o 1263 kg.
Po wniesieniu poprawek i zmian konstrukcyjnych w wytwórni Boeing zbudowano prototyp Model 266, który stał się samolotem wzorcowym dla samolotów seryjnych, których produkcję rozpoczęto w grudniu 1933 roku w liczbie 111 egzemplarzy. Samoloty seryjne otrzymały wojskowe oznaczenie P-26A. Dowództwo USAAC zamówiło najpierw 3 prototypy XP-26, aby sprawdzić je w różnych warunkach. Sprawdzian wypadł pozytywnie i przystąpiono do produkcji seryjnej.
Pierwszy samolot seryjny P-26A został oblatany 10 stycznia 1934 roku, a ostatni z zamówionych 111 samolotów w dniu 30 czerwca 1934 roku.
W 1934 roku zbudowano również 25 samolotów w wersji P-26B, napędzanych silnikiem Pratt & Whitney R-1340-33 o mocy 600 KM (442 kW) i nieco zmodernizowanych, o zmienionej instalacji paliwowej. Z powodu okresowego braku tych silników, ostatecznie dostarczono tylko w dniach 20 i 21 czerwca 1934 roku tylko 2 samoloty w wersji P-26B, a pozostałe 23 zmodernizowane samoloty dostarczono z silnikiem  Pratt & Whitney R-1340-27 tak jak w wersji P-26A. Powstała tak wersja została oznaczona jako P-26C i była ona prawie identyczna jak wersja P-26A. Pierwszy samolot wersji P-26C został zbudowany 10 lutego 1936 roku, a ostatni w dniu 7 marca 1936 roku.
Budowano również samoloty Boeing P-26 na eksport i wersja ta była identyczna jak wersja P-26A a miała oznaczenie P-26s. Łącznie w latach 1932–1936 zbudowano około 180 samolotów Boeing P-26 wszystkich wersji.

## Użycie w lotnictwie
Samoloty myśliwskie Boeing P-26A zaczęto dostarczać lotnictwu USAAC od stycznia 1934 roku. Piloci nadali mu nazwę Peashooter. Był to pierwszy amerykański samolot myśliwski o konstrukcji całkowicie metalowej i podstawowy samolot myśliwski w latach 1934–1939.
W latach 1934–1939 znalazły się one na uzbrojeniu 7 amerykańskich grup myśliwskich: 1, 16, 17, 18, 20, 32 i 37. Ogółem w lotnictwie USAAC użytkowano 151 samolotów myśliwskich P-26A, B, C.
Podczas II wojny światowej samoloty Boeing P-26 Peashooter zostały użyte bojowo przez lotnictwo amerykańskie w pierwszej fazie wojny w walkach z samolotami japońskimi nad Pearl Harbor oraz w 1942 roku. Potem zostały wycofane z działań bojowych i były stosowane jako samoloty szkolne.
Oprócz lotnictwa amerykańskiego używany był także przez lotnictwo innych państw. W 1934 roku wyprodukowano 12 samolotów w wersji P-26C (Model 281) przeznaczonych na eksport z czego 1 zakupiło lotnictwo Hiszpanii, gdzie w czasie wojny domowej walczył on z niemieckimi samolotami myśliwskimi Messerschmitt Bf 109, a we wrześniu 1934 roku 11 samolotów P-26C otrzymało lotnictwo Chin, które używało ich w walkach z japońskimi samolotami myśliwskimi Mitsubishi A6M Reisen.
Ponadto już po wycofaniu ich z lotnictwa amerykańskiego 3 samoloty P-26C zakupiła Panama i 2 – Gwatemala. W Gwatemali samoloty te użytkowano jako szkolne do 1955 roku.

## Opis konstrukcji
Samolot Boeing P-26A Peashooter był jednomiejscowym samolotem myśliwskim, dolnopłatem o konstrukcji całkowicie metalowej, kabina odkryta. Podwozie klasyczne – stałe. Napęd: silnik gwiazdowy, osłonięty pierścieniem Townenda, śmigło dwułopatowe, drewniane. Wyposażony był w radiostację.
Uzbrojenie:
- 2 karabiny maszynowe Colt-Browning kal. 7,62 mm – stałe, zsynchronizowane w kadłubie
- 90 kg bomb